# Gerald Barry
Pour les articles homonymes, voir Barry.
Gerald Barry, né le 28 avril 1952, est un compositeur irlandais.

## Biographie
Gerald Barry naît à Clarehill, Clarecastle, comté de Clare, en république d'Irlande. Il effectue ses études au St. Flannan's College, à Ennis, dans le comté de Clare. Il étudie ensuite la musique à l'University College Dublin, à Amsterdam avec Peter Schat, à Cologne avec Karlheinz Stockhausen et Mauricio Kagel, et à Vienne avec Friedrich Cerha. Barry enseigne à l'University College Cork de 1982 à 1986. Ayant grandi dans la campagne de Clare, il n'est que peu exposé à la musique, sauf à travers la radio : « Ce qui a été pour moi l'éclair, en termes de Saint Paul sur le chemin de Damas, aurait été un air d'un opéra de Haendel, de Serse peut-être, que j'ai entendu à la radio. J'ai entendu cette femme chanter ça, et bang — ma tête est allée. Et c'est ainsi que j'ai découvert la musique. »
« Barry's est un monde d'arêtes vives, d'objets musicaux définis avec précision mais totalement imprévisibles. Sa musique ne ressemble à aucune autre dans sa dureté de diamant, son humour et parfois sa violence »  Il conçoit souvent le matériau indépendamment de son support instrumental, recyclant les idées de morceau en morceau, comme dans le remaniement du Triorchic Blues d'un violon à un morceau pour piano à un air pour contre-ténor dans son opéra télévisé The Triumph of Beauty and Deceit : 

« Cela m'a semblé inédit : la combinaison du traitement férocement objectif du matériau et de la passion intense de l'élaboration, et les deux à l'extrême du brio. Et l'harmonie – il y avait de l'harmonie en tout, et c'était si beau et lapidaire. Cela fonctionne, encore une fois, de manière irrationnelle, mais puissamment, pour créer des tensions et créer une structure. Ce n'était pas seulement répétitif. C'était construit. Et la virtuosité, l'affichage de celle-ci, cette combinaison de choses me semblait être nouvelle et une voie majeure à suivre. »

— Thomas Adès, Full of Noises (2012).

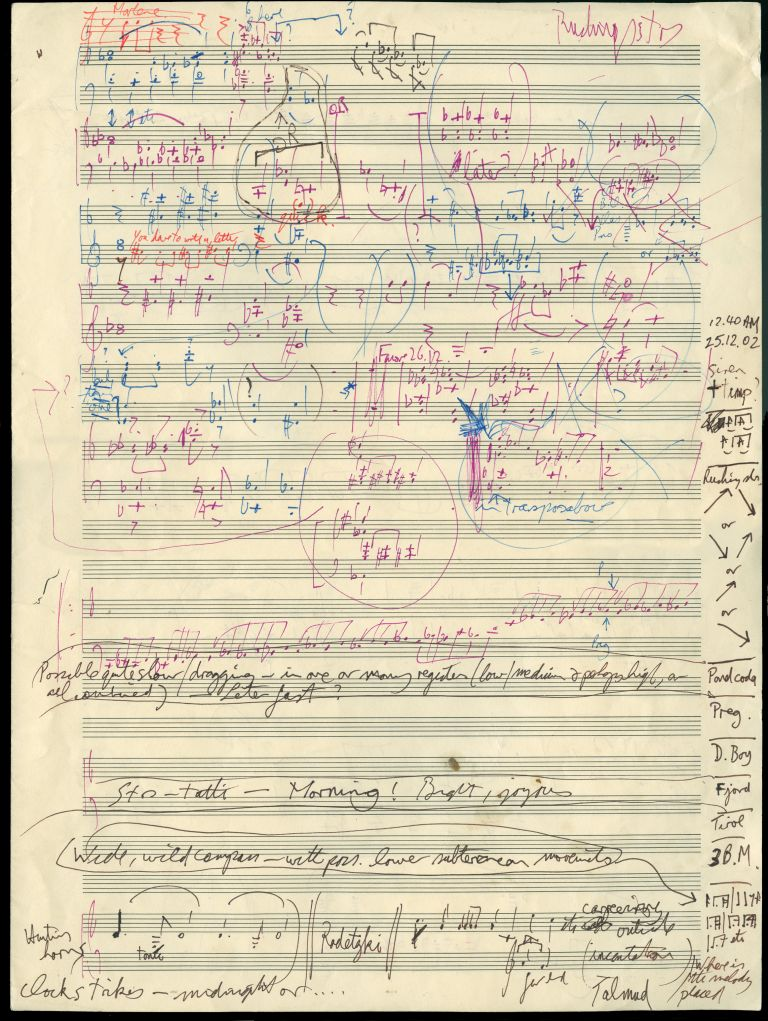
Esquisse de Barry pour l'opéra Les Larmes amères de Petra von Kant.

Son opéra The Importance of Being Earnest, devient un énorme succès après sa première mondiale à Los Angeles et sa première européenne au Barbican de Londres,. Un critique commente  : 

« Il écrit "ce qu'il aime" à la manière de Strindberg, ne cherchant pas à caractériser ses personnages, mais les laissant interpréter leurs propres spécificités, une sorte de plate-forme pour ses propres spécialités musicales. Comme dans Strindberg où vous sentez que chaque phrase se tient debout et que les personnages sont en quelque sorte empruntés pour les dire (empruntés pour étoffer le texte, plutôt que l'inverse), qu'ils sont sortis pour la journée. Dans l'opéra de Gérald, tout l'appareil - car c'est de cela qu'il s'agit - prend une sorte de forme surréaliste, comme le torse d'une personne sur les jambes d'une autre obligée de marcher, la moitié des personnages de l'opéra et la moitié du compositeur. »

— Chris Newman, Musik Texte 138 (2013).

### Opéras
- The Intelligence Park, livret de Vincent Deane (1981-1988)[9].
- Le triomphe de la beauté et de la tromperie, livret de Meredith Oakes (1991-1992)[10].
- Les Larmes amères de Petra von Kant, d'après la pièce (plus tard un film) de Rainer Werner Fassbinder (2005)
- La Plus Forte, opéra en un acte pour soprano et orchestre d'après la pièce de Strindberg (2007)
- The Importance of Being Earnest, livret de Gerald Barry d'après Oscar Wilde (2010)[8].
- Alice's Adventures Under Ground, livret de Gerald Barry d'après Lewis Carroll (2014/2015)

### Sélection d'autres œuvres
- Things that Gain by Being Painted pour soprano, haut-parleur, violoncelle et piano (1977)
- Choses qui gagnent pour piano (1977)
- '_____' pour ensemble (1979)
- ø pour 2 pianos (1979)
- Kitty Lie Over Across From The Wall pour piano et orchestre (1979)
- Sur les Pointes pour piano (1981)
- Au Milieu pour piano (1981)
- O Lord How Vain pour chœur (1984)
- Five Chorales from The Intelligence Park pour deux pianos (1985)
- Extrait de The Intelligence Park pour orchestre (1986)
- Swinging Tripes et Trillibubkins[11] pour piano (1986)
- Water Parted de The Intelligence Park pour soprano ou contre-ténor et piano (1986)
- Quatuor à cordes n° 1 (1985)
- Chevaux-de-frise pour orchestre (1988)
- Bob pour ensemble (1989)
- Triorchic Blues pour piano (1991)
- Sextuor pour ensemble (1993)
- Extrait du triomphe de la beauté et de la tromperie pour orchestre (1994)
- Triorchic Blues pour trompette solo (1994)
- La Chaise pour orgue (1994)
- Quatuor avec piano n° 1 (1994)
- The Conquest of Ireland pour voix de basse solo et orchestre (1995)
- Quintette pour cor anglais, clarinette, violoncelle, contrebasse et piano (1994)
- Basse pour clarinette et piano (1995)
- Quatuor avec piano n° 2 (1996)
- Before The Road pour quatre clarinettes (1997)
- Quatuor à cordes n° 2 (1998)
- 1998 pour violon et piano (1998)
- L'Éternel retour, une mise en musique de Nietzsche pour soprano et orchestre (1999)
- The Coming of Winter pour chœur (2000)
- Wiener Blut pour grand ensemble (2000)
- Wiener Blut pour orchestre (2000)
- Quatuor à cordes n° 3 (Six marches) (2001)
- Snow is White pour quatuor avec piano (2001)
- God Save the Queen pour voix de garçon solo, chœur et grand ensemble (2001)
- Dead March pour grand ensemble (2001)
- In the Asylum pour trio avec piano (2003)
- Trompettiste pour trompette solo (2003)
- Jour pour orchestre (versions pour cordes et grand orchestre (2005)
- Lisbonne pour piano et ensemble (2006)
- Premier chagrin (Quatuor à cordes n ° 4) (2006
- Karl Heinz Stockhausen (1928–2007) pour voix et piano (2008)
- Feldman's Sixpenny Editions[12] pour grand ensemble (2008)
- Le Vieux Sourd[13] pour piano (2008)
- Beethoven pour voix de basse et grand ensemble (2008)
- No other people pour orchestre (2009)
- Schott and Sons, Mayence pour voix de basse solo et chœur (2009)
- Concerto pour piano (2012)
- O Tannenbaum pour chœur ou voix et piano (2012)
- No People pour ensemble (nonet) (2013)
- Humiliés et Offensés pour piano (2013)
- Baroness von Ritkart pour orchestre ou n'importe quel nombre d'instruments : 1 - Intelligent, noble, mais pas talentueux. 2 - Talentueux, noble, mais pas intelligent. 3 - Talentueux, intelligent, mais pas noble. (2014)
- Crossing the Bar pour voix et tout instrument ou orchestre (2014)
- La Destruction de Sodome[14] pour 8 cors et 2 éoliennes (2015)
- Canada pour voix et orchestre (2017)
- Concerto pour orgue et orchestre (2018)
- Concerto pour alto (2019)

## Réception
The Irish Times affirme qu'« aucun autre compositeur irlandais ne vient à l'esprit qui porte la même aura d'excitation et d'originalité ou dont la musique signifie autant pour un si large éventail d'auditeurs. Il n'y a certainement pas eu de première irlandaise qui ait fait l'impression de The Conquest of Ireland (entendu lors du concert d'ouverture du festival mercredi dernier) depuis que l'opéra de Barry The Intelligence Park a été vu au Gate Theatre en 1990. ». Dans un guide de 2013 sur la production musicale de Barry, Tom Service du journal The Guardian fait l'éloge de Chevaux-de-frise (1988), Les Larmes amères de Petra von Kant (2005), Lisbonne (2006), Beethoven (2008) et L'importance d'être Sérieux (2012).

## Discographie
- Gerald Barry : Œuvres de chambre et de piano solo. Nua Nós, Noriko Kawai (piano), Dáirine Ní Mheadhra (direction): NMC DO22 (1994).
- Barry. Œuvres orchestrales. Orchestre Symphonique National d'Irlande, Robert Houlohan (chef d'orchestre) : Marco Polo 8.225006 (1997).
- Le triomphe de la beauté et de la tromperie. Solistes, Ensemble de compositeurs, Diego Masson : Largo 5135 (1998).
- Choses qui gagnent. Musique pour piano, 2 pianos, musique de chambre et voix. Gerald Barry et Kevin Volans (pianos), Xenia Ensemble. Nicholas Clapton (contre-ténor) : Black Box Music BBM 1011 (1998).
- La Jalousie Taciturne. Orchestre de chambre irlandais, Fionnuala Hunt (direction) : Black Box Music BBM 1013 (1998).
- La neige est blanche. Ensemble Schubert : NMC D075 (2001).
- À l'Asile. Trio Fibonacci : NMC D107 (2005).
- Le Parc de l'Intelligence. Almeida Ensemble, Robert Houlihan (direction) : NMC D122 (2005).
- Les Larmes amères de Petra von Kant. Solistes, RTÉ National Symphony Orchestra, Gerhard Markson (chef d'orchestre): RTÉ 261 (2005).
- Triorchic Blues pour trompette. Marco Blaauw (trompette) : BV Haast Records CD 0406 (2006).
- Lisbonne . Thomas Adès (piano), Birmingham Contemporary Music Group : Centre de musique contemporaine CMC CD08 (2009).
- La chanson de Lady Bracknell, extraite de L'importance d'être sérieux. Gerald Barry (voix & piano) : NMC D150 (2009).
- La chaise pour orgue. David Adams (autoproduit, 2008).
- L'importance d'être sérieux. Solistes, Birmingham Contemporary Music Group, Thomas Adès (direction) : NMC D197 (2014).
- Barry rencontre Beethoven. Solistes, Chamber Choir Ireland, Crash Ensemble, Paul Hillier (chef d'orchestre): Orchid Classics ORC 100055 (2016).